# Georg Giese
Georg Giese, auch Gisze, (* 2. April 1497 in Danzig; † 3. Februar 1562 in Danzig) war ein Kaufmann, der ab dem Jahr 1522 im Londoner Hanse-Kontor, dem sogenannten Stalhof, für die Kölner Hanseniederlassung tätig war.
Seine Familie Giese, zu der auch der Kulmer und später ermländische Bischof Tiedemann Giese, ein Freund des Nikolaus Kopernikus, und Albrecht Giese gehörten, stammte ursprünglich aus Unna und war mit ihm in vierter Generation in Danzig ansässig.

## Gemälde Hans Holbeins des Jüngeren
Der Maler Hans Holbein der Jüngere porträtierte Gisze im Jahr 1532 auf dem Gemälde Bildnis des Danziger Hansekaufmanns Georg Gisze in London, das dieser vermutlich selbst in Auftrag gegeben hatte und diesen in aufwendiger Kleidung und umgeben von allegorisch zu verstehenden Gegenständen in seinem Kontor zeigt; der Künstler war zu dieser Zeit in London tätig. Die Attribute (Briefe, Rechnungsbuch, Waage, Siegel etc.) lassen den Betrachter in dem Dargestellten einen Kaufmann erkennen. Das Bild zeigt auch die älteste Darstellung einer am Körper tragbaren Taschenuhr (Dosenuhr).

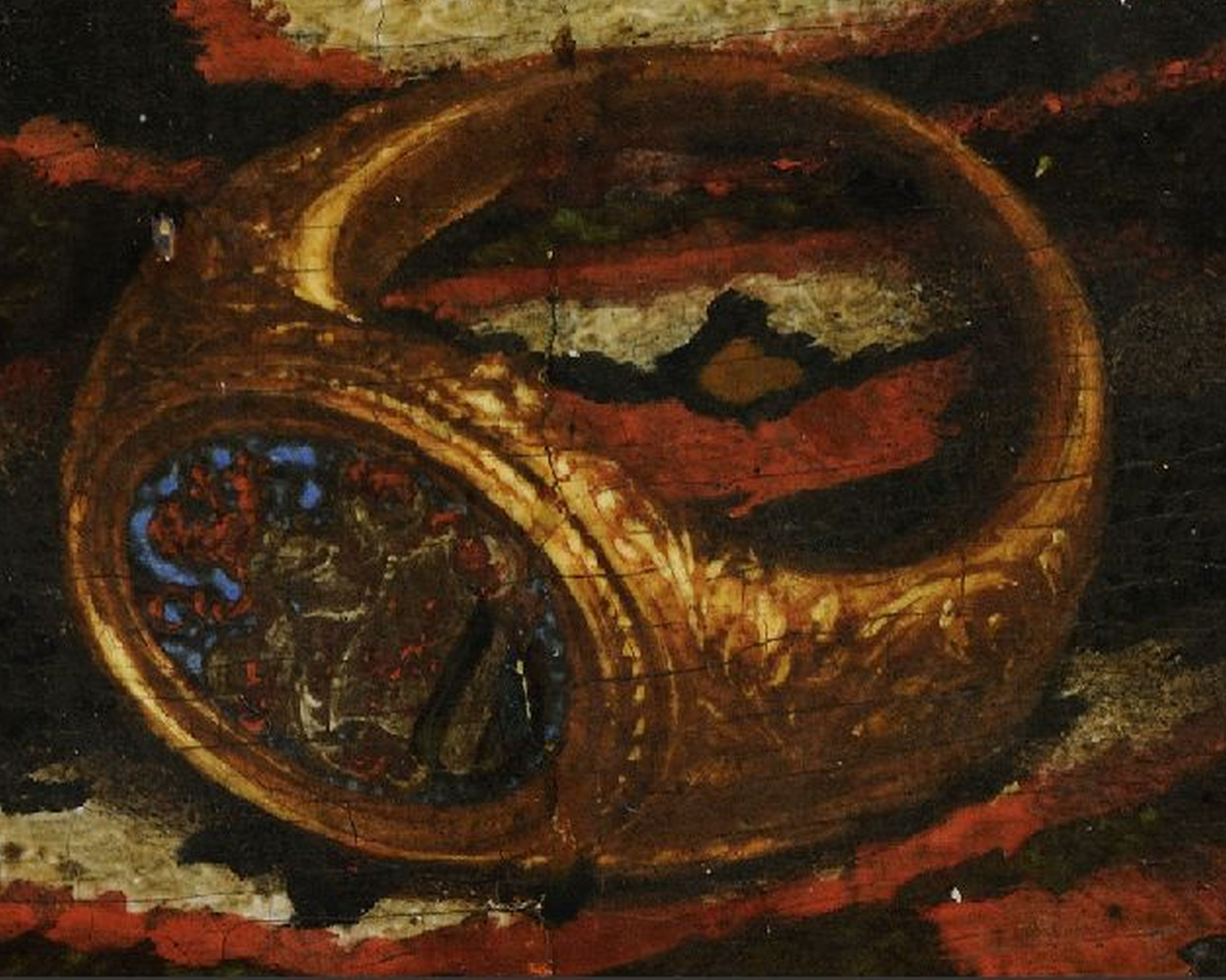
Detail des von Hans Holbein gemalten Porträts (1532): Siegelring mit dem Wappen der Danziger Patrizierfamilie Giese

Das Porträt zeigt Gisze, der aus einer erfolgreichen Familie von Danziger Handelsleuten stammte, im Alter von 34 Jahren. Wenig später kehrte Gisze nach Danzig zurück, wo er 1535 die angesehene Bürgerstochter Christine Krüger heiraten sollte. Eine Nelke ist in der Blumenvase im Vordergrund des Bildes vor Gieszes rechtem Arm zu sehen. Diese Nelke galt auch noch in der frühneuzeitlichen Malerei als ein Zeichen der Lauterkeit. Daneben finden sich in der Vase Rosmarin, ein Symbol der (liebevollen) Treue und Goldlack, ein Sinnbild der Beständigkeit. Ob diese Symbole nicht nur den edlen Charakter des Georg Giese beleuchten sollen, sondern auch mit der bevorstehenden Hochzeit von Giese zusammenhängen, lässt sich nicht zweifelsfrei klären. Die drei Symbole zusammen könnten vielleicht sichtbar machen, dass die angesehene Bürgerstochter einem Bräutigam Gisze wohl trauen kann.  
Die Identifizierung Giszes ist durch eine lateinische Inschrift am oberen Bildrand oberhalb seines Kopfes gesichert: „Was du hier siehst, zeigt auf das Bildnis Georgs Züge und Bild; so lebendig ist sein Auge, so seine Wangen geformt. In seinem vierunddreißigsten Jahr des Herrn 1532“. Der auf Mittelniederdeutsch verfasste Brief, den Georg Gisze in Händen hält, ist ebenfalls gut lesbar: „Dem Erszamen/Jorgen gisze to lundene engelant mynem/broder to handen“.
Holbein hat mit diesem Porträt das bedeutendste Kaufmannsporträt in der deutschen Malerei geschaffen, das sich bis ins 20. Jahrhundert hinein enormer Rezeption erfreute. Das Bildnis demonstriert die umfassenden malerischen Fähigkeiten Holbeins eindrucksvoll und stellt einen Höhepunkt innerhalb der Porträtmalerei dar. Die Darstellung verschiedener Stofflichkeiten (Glasvase, Pflanzen, Kleidung, Teppich etc.) gelingen dem Maler, der zu dieser Zeit bereits für König Heinrich VIII. von England arbeitete, auf das leichteste. Damit wird das Bildnis zu einem der Hauptwerke Holbeins des Jüngeren wie auch zu einem bedeutenden Hauptwerk der nordalpinen Renaissance.
Typologisch knüpft Holbein wohl an zwei Traditionen an: Zum einen an italienische Darstellungen des hl. Hieronymus in seiner mit Büchern und anderen Attributen ausgestatteten Studierstube. Zum anderen führt er Traditionen der flämischen Malerei ab 1500 fort, wobei man wohl insbesondere an Quentin Massys und seine Darstellungen von Geldwechslern oder Goldwägern zu denken hat. Aber auch einen der Meisterstiche von Albrecht Dürer: Der heilige Hieronymus im Gehäus.
Das Gemälde wurde mit Ölfarben auf Holz gemalt und misst 96,3 × 85,7 cm. Es ist Teil der ständigen Ausstellung der Gemäldegalerie Berlin.
Neben diesem Gemälde hat Holbein noch einige weitere Hansekaufleute porträtiert, die ebenfalls am Londoner Stalhof arbeiteten. Diese können sich – obgleich auch sie sehr gute Porträts sind – nicht mit dem Giszes messen, da sie wesentlich kleinformatiger und viel weniger reich gearbeitet sind und so z. B. kaum Attribute zeigen. Insofern kommt dem „Bildnis des Georg Gisze“ eine Sonderstellung zu und der häufig in der Wissenschaft geäußerten These, es handele sich hierbei um eine Reihe an sog. Stalhof-Porträts, muss aufgrund der Inhomogenität der Bildnisse zumindest mit starken Vorbehalten begegnet werden. 

### Rezeption

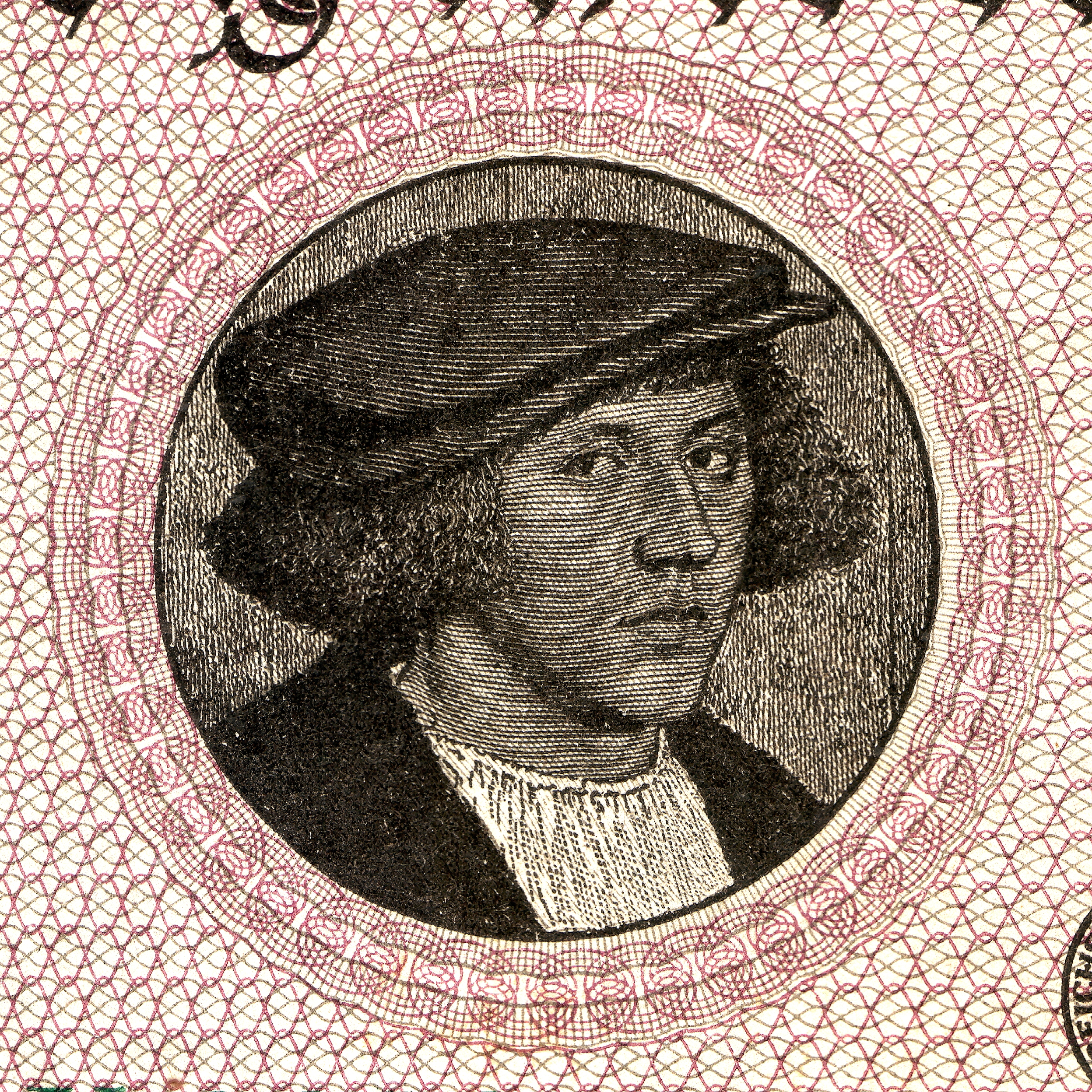
Porträt Gieses auf einer Reichsbanknote von 1923

Die Handelshochschule Leipzig verwendet – mit Unterbrechungen – seit 1923 ein Signet, welches eine leicht stilisierte Wiedergabe des Bildnis des Kaufmanns Georg Gisze von Hans Holbein dem Jüngeren aus dem Jahre 1532 darstellt.
Auf der Vorderseite einer Hunderttausend Mark Reichsbanknote von 1923 ist das Porträt Gieses nach Holbein in einem kreisrunden Ausschnitt wiedergegeben.